# Dąbrowa (Zbąszyń)
Pour les articles homonymes, voir Dąbrowa.
Dąbrowa (prononciation : [dɔmˈbrɔva]) est une localité polonaise de la gmina de Zbąszyń dans le powiat de Nowy Tomyśl de la voïvodie de Grande-Pologne dans le centre-ouest de la Pologne.
Elle se situe à environ 6 kilomètres au sud-ouest de Zbąszyń (siège de la gmina), à 22 kilomètres au sud-ouest de Nowy Tomyśl (siège du powiat) et à 75 kilomètres à l'ouest de Poznań (capitale régionale).

## Histoire
De 1975 à 1998, la localité faisait partie du territoire de la voïvodie de Zielona Góra.

Depuis 1999, Dąbrowa est située dans la voïvodie de Grande-Pologne.